# هربرت س. هاريسون
هربرت س. هاريسون (بالإنجليزية: Herbert C. Harrison)‏ هو شخصية أعمال أمريكي، ولد في 4 أكتوبر 1876 في كلكتا في الهند، وتوفي في 6 مارس 1927 في لندن في المملكة المتحدة.